# Castellers de l'Albera

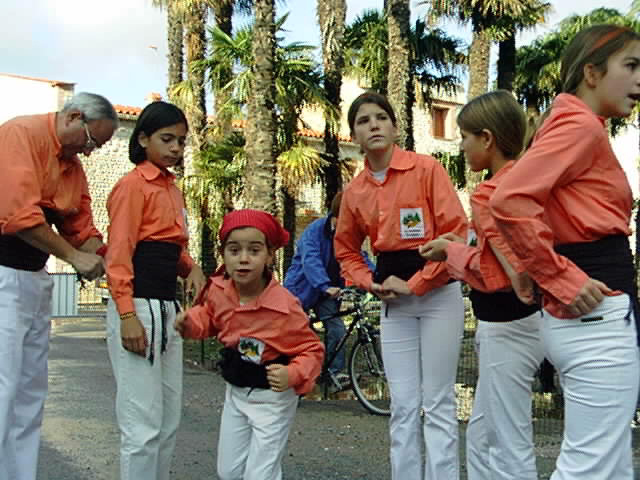
La canalla (les enfants) de la colla des Castellers de l'Albera à Baho en 2000

Les Castellers de l'Albera était une colla castellera fondée en 1995 à la Jonquera,, et disparue en 2004.

## Historique
Elle prend le nom du massif des Albères (en catalan, massís de l'Albera) et elle était la première des colles castelleres en Roussillon. Elle avait sa siège à la Jonquière et comptait avec plus de 150 membres (castellers) de la Plaine de l'Empordà et du Roussillon, étant très important pour les liens créés entre catalans du nord et du sud, en plus de la récupération de la langue catalane. Il faut savoir que les gens des colles castelleres se trouvent au moins trois fois par semaine pour faire des répétitions et performances, et ils ont en plus d'autres activités ensemble. 
Elle a été parrainée par les Castellers de Castelldefels. En 1997, à son tour, elle a parrainé, avec les Castellers de Barcelona, aux Castellers del Riberal. Sa chemise a été en couleur orange, car c'est la couleur du ciel de l'Empordà au couche de soleil quand la tramuntana souffle.